# دانیله داوین
دانیله داوین (انگلیسی: Daniele Davin؛ زادهٔ ۷ ژوئیهٔ ۱۹۶۲) بازیکن فوتبال اهل ایتالیا است.
از باشگاه‌هایی که در آن بازی کرده‌است می‌توان به باشگاه فوتبال پارما، باشگاه فوتبال کالیاری، باشگاه فوتبال تورینو، و باشگاه فوتبال پیستویزه اشاره کرد.